# دانييل تشابو
دانييل فرانسيسكو تشابو (مواليد 6 يناير 1977) هو سياسي ومحامي ورجل قانون موزمبيقي وهو الرئيس المنتخب لموزمبيق. شغل سابقًا منصب حاكم مقاطعة إنهامبان من عام 2016 إلى عام 2024. وكان مرشح الحزب السياسي الحاكم، فريليمو، للانتخابات الرئاسية لعام 2024 وهو أيضًا الأمين العام لتشكيلته السياسية حاليًا.